# Robin Meyers

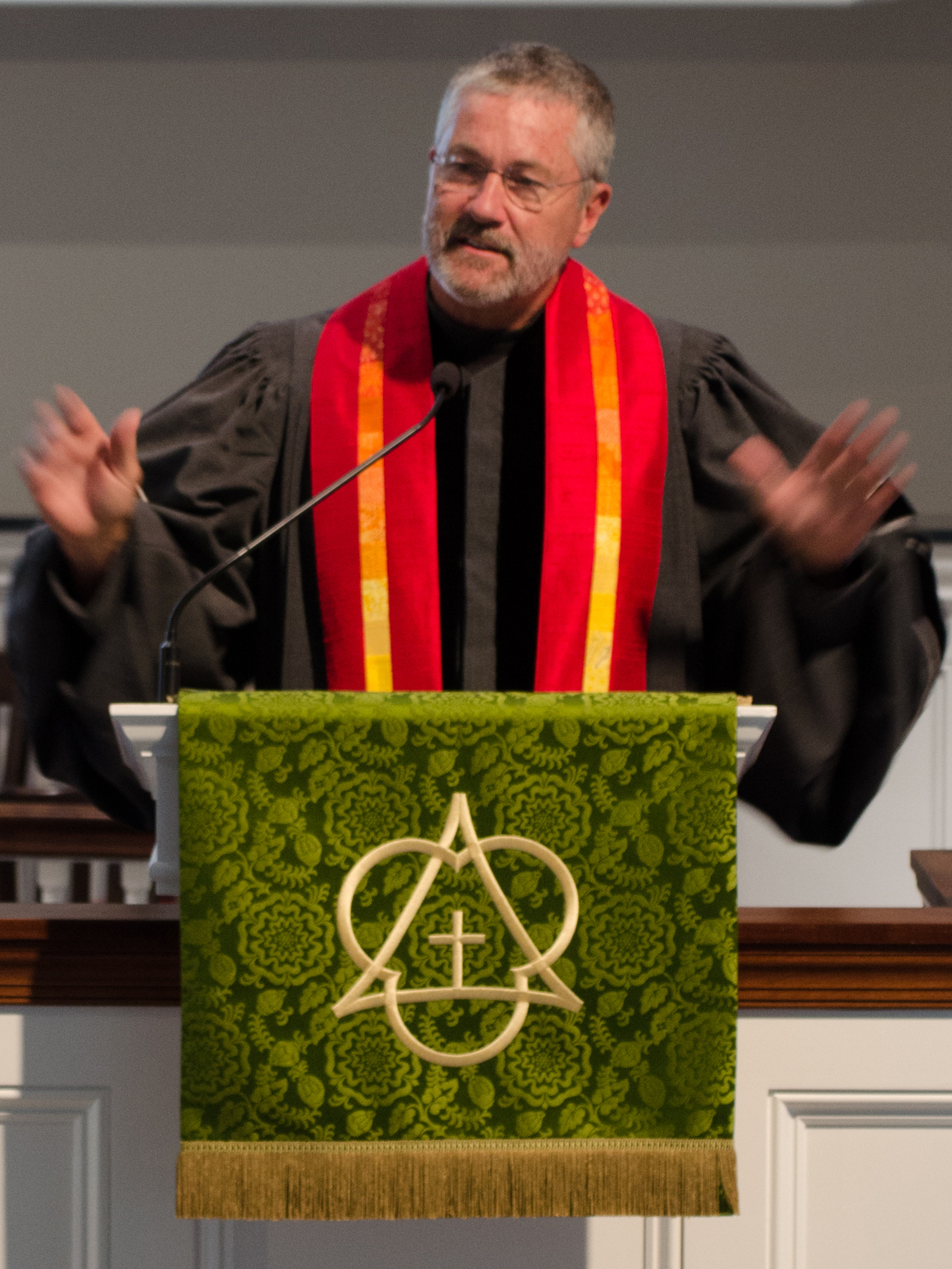
Robin Meyers w 2015 r.

Robin R. Meyers (ur. 1952 w Oklahoma City) – amerykański duchowny chrześcijański, aktywista na rzecz pokoju, profesor filozofii oraz autor siedmiu książek dotyczących Progresywnego Chrześcijaństwa i zachodniego społeczeństwa. Jest felietonistą i komentatorem National Public Radio (NPR) oraz duchownym Zjednoczonego Kościoła Chrystusa w Oklahoma City od 1985. Jest profesorem (z tytułem Distinguished Professor of Social Justice) na wydziale filozofii Oklahoma City University, gdzie wykłada od 1991 roku.
W 2001 został laureatem nagrody Angie Debo Civil Libertarian of the Year Award przyznawanej przez oklahomską filię American Civil Liberties Union.

## Książki
Książki Meyersa to:
- With Ears to Hear: Preaching as Self-Persuasion (Pilgrim Press, 1993); (Wipf & Stock Pub, 2007); ISBN 978-1556356308.
- Morning Sun on a White Piano: Simple Pleasures and the Sacramental Life (Doubleday, 1998); (Galilee Trade; Reprint edition 2000); ISBN 978-0385498692.
- The Virtue in the Vice: Finding Seven Lively Virtues in the Seven Deadly Sins (HCI, 2004); ISBN 978-0757302213.
- Why the Christian Right is Wrong: A Minister's Manifesto for Taking Back Your Faith, Your Flag, and Your Future (Jossey Bass, 2006); ISBN 978-0470184639.
- Saving Jesus From The Church: How To Stop Worshiping Christ and Start Following Jesus (Harper One, 2009); ISBN 978-0061568220.
- The Underground Church: Reclaiming the Subversive Way of Jesus (Jossey Bass, 2012); ISBN 978-1118061596.
- Spiritual Defiance: Building a Beloved Community of Resistance (Yale University Press, 2015); ISBN 978-0300203523.